# Incident de Sayama
L'incident de Sayama (狭山事件, Sayama Jiken) désigne un meurtre survenu en 1963 dans la ville japonaise de Sayama. Le présumé coupable, Kazuo Ishikawa, fut emprisonné pendant 31 ans, alors qu'il a toujours clamé son innocence, et est devenu un symbole de la discrimination des burakumin au Japon.

## Le meurtre
Le 1er mai 1963, la jeune Yoshie Nakata, 16 ans, est portée disparue sur le chemin de l'école. Plus tard dans la nuit, une demande de rançon manuscrite est déposée chez ses parents. La lettre demande d'apporter 200 000 ¥ dans un endroit du voisinage à minuit le 2 mai. Sa sœur, qui se suicidera plus tard, apporte de l'argent factice à l'endroit indiqué, et de nombreux policiers surveillent les environs. Un homme arrive alors et parle avec elle, mais il devient suspicieux et s'échappe dans la nuit avant que la police ne l'attrape.
Le 4 mai, au matin, le corps de Nakata Yoshie est retrouvé enterré dans le terrain d'une ferme. La police détermine qu'elle a été violée puis assassinée. Les médias critiquent l'échec des policiers d'attraper le suspect, comme lors de l'affaire d'enlèvement de Yoshinobu Murakoshi un mois plus tôt. Le 6 mai, la veille de son mariage, un homme du voisinage se suicide. Il a le même groupe sanguin que le suspect, mais souffre de problèmes d'érection ce qui fait déterminer à la police qu'il n'est pas le violeur.

## Arrestation et procès
Près de la maison de la victime se trouve la ferme de cochons Ishida. La famille du propriétaire et la plupart des employés sont des burakumin. Même au sein de leur communauté, ces personnes sont considérées comme dangereuses pour leur violence et leurs faits de vol. La police s'intéresse alors à eux et arrête Kazuo Ishikawa, 24 ans, pour un délit sans rapport avec l'affaire. Bien qu'il nie d'abord être le meurtrier, il cède plus tard sous la pression et, le 20 juin, confesse avoir enlevé et tué la jeune fille.
Lui et les personnes qui le soutiennent insistent sur le fait que la police l'a forcé à faire de faux aveux en l'isolant et le menaçant pendant presque un mois. Ils insistent aussi sur le fait qu'il ne sache ni lire ni écrire, mais son ancien employeur, qui est également un burakumin, certifie qu'Ishikawa arrive à lire des hebdomadaires, des journaux, et des livres sur les règles de circulation et les voitures. Ishikawa et ses partisans insistent également sur le fait qu'il n'a pas la moindre connaissance sur ce qu'est un avocat, et que la police exploite cela en le rendant suspect en donnant de fausses informations à son avocat. Ishikawa prétend que les policiers lui ont expliqué qu'il serait libéré dans 10 ans s'il avouait le meurtre, mais lors du procès, ils nient en bloc cela.
Ishikawa est condamné pour meurtre à la peine de mort, et au procès d'appel, il commence à clamer son innocence et rejette toute responsabilité pénale. Il est finalement condamné à perpétuité. En 1969, la ligue de libération Buraku prend sa cause, mais la plupart du temps simplement pour accuser son avocat d'être un sympathisant du parti communiste japonais. Celui-ci critique à son tour la ligue de libération des Buraku. En 1975, il démet son avocat, qui cite les sympathies anti-communistes d'Ishikawa dans sa lettre de démission. La bataille entre les deux groupes continue en 1976. Le frère d'Ishikawa est le chef de la filiale de la ligue de libération des Buraku de Sayama.
Ishikawa obtient la libération conditionnelle et sort de prison de 1994. Avec ses partisans, il se bat pour un nouveau procès équitable et avoir la chance de laver son nom : « Je veux que l'étiquette de meurtrier, si lourde à porter, me soit enlevée ».
Depuis qu'il est devenu membre du groupe de lutte contre la discrimination des Burakumin, les associations de droits de l'homme et les avocats accusent la cour de ne jamais avoir pensé à son innocence.

## Preuves en faveur de la culpabilité d'Ishikawa

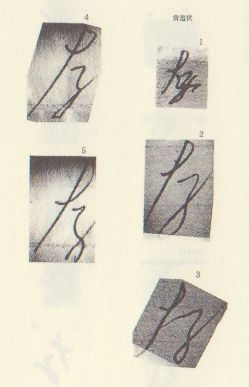
Sur la lettre de rançon : (Na en hiragana)

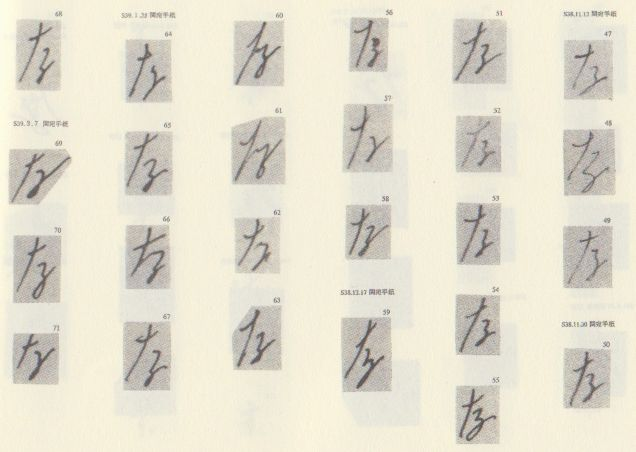
L'écriture d'Ishikawa : (Na en hiragana)

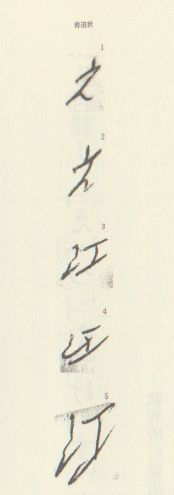
Sur la lettre de rançon : (E en hiragana et 江 en kanji)

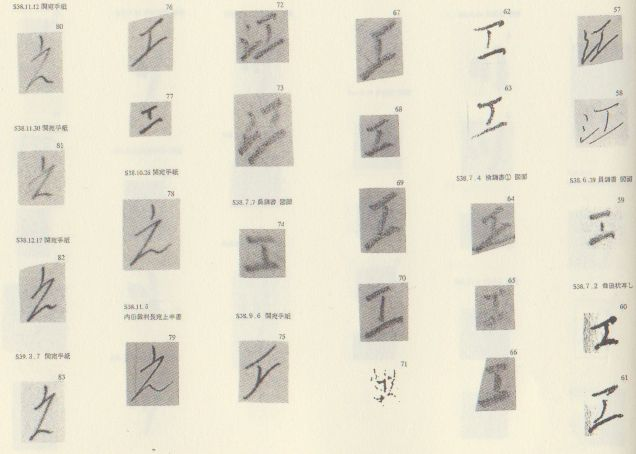
L'écriture d'Ishikawa : (E en hiragana et katakana, et 江 en kanji)

- Le symbole 土 de 時 dans la lettre de rançon est écrit par erreur 主. Il y avait la même erreur dans la lettre d'Ishikawa au chef de la police.
- Ishikawa et l'auteur de la lettre ont le même style d'écriture :

1. Quand il faut écrire つ en hiragana, ils écrivent ツ en  katakana.
2. Ils mélangent les nombres chinois et arabes dans la date de la lettre.
3. Ils mélangent わ et は pour écrire は, l'une des particules japonaises.

- Quand il faut écrire で en hiragana, ils écrivent 出 en kanji.
- Ishikawa a dit qu'une voiture à trois roues l'avait déposé sur Kamakura Kaidō où il délivra la lettre de rançon à la maison de la victime. Après sa confession, la police a retrouvé le conducteur du véhicule.
- Ishikawa a dit qu'il avait demandé « Où est la maison de Mr. Eisaku Nakata ? » à un fermier du voisinage, quand il a déposé la lettre de rançon. Eisaku est le père de la victime. Le fermier a reconnu Ishikawa comme l'homme qui lui avait demandé l'endroit.
- Ishikawa a dit qu'il avait vu une voiture garée près de la maison de la victime quand il a déposé la lettre. La police a trouvé qu'un marchand d'engrais avait garé un van à ce moment-là.
- Le corps de la victime est attaché avec une serviette de table et une serviette pour les mains. La première est de la marque Tsukishima Foods Industry Co., Ltd. La deuxième est de la marque Isoko Beikokuten, un commerce de riz. Ishikawa est l'une des quelques personnes qui ont eu les deux.
- Lors de la tentative de remise de la rançon, la sœur aînée de la victime et l'ancien policier qui avaient entendu la voix du criminel ont tous les deux certifié qu'il s'agissait de celle d'Ishikawa.
- Au début, Ishikawa insistait sur le fait qu'il travaillait avec son frère aîné dans le voisinage toute la journée. Plus tard, la police a découvert que cet alibi était un mensonge.

## Preuves en faveur de l'innocence d'Ishikawa
Beaucoup de preuves accréditent la thèse de l'innocence d'Ishikawa et que les aveux sur lesquels s'est fait le verdict de la cour sont des faux.
Tout d'abord, Ishikawa n'a pas pu écrire la lettre de rançon. Comme les autres Buraku de sa génération, il vient d'un environnement miséreux et n'a aucune éducation. Au moment de son arrestation, il a 24 ans, n'a même pas été à l'école primaire, et est illettré. La lettre de rançon contient des caractères japonais et est écrite par une personne habituée à écrire. La cour pense qu'Ishikawa a recopié des caractères japonais dans un magazine, mais les experts certifient que l'écriture est clairement celle d'une autre personne. Il n'y a pas d'empreintes digitales d'Ishikawa sur la lettre ou sur l'enveloppe.
En plus des aveux forcés d'Ishikawa, la cour se base principalement sur le fait que le stylo de la victime a été trouvé dans la maison d'Ishikawa. Cependant, ce stylo-plume n'est pas découvert avant la troisième fouille de son domicile. Le 23 mai, le jour où Ishikawa est arrêté, la police est venu chez lui, l'a réveillé et emmené en prison. Douze policiers ont fouillé le lieu pendant deux heures. Ils ont trouvé plusieurs objets incriminants, mais pas le stylo de la victime. Le 18 juin, une seconde fouille est menée, quatorze policiers participent, cherchant surtout le sac de la victime, sa montre, et son stylo. Ils fouillent pendant deux heures sans rien trouver.
Huit jours plus tard, après ces deux recherches intensives menées par un total de 26  policiers, le stylo est retrouvé sur un encadrement de porte dans la cuisine. Les deux cours, celle de Tokyo et la Cour suprême, expliquent que les premiers 26 policiers ont tout simplement négligé le dessus de la porte, mais leurs explications diffèrent. La cour de Tokyo dit que c'est parce que l'emplacement était trop évident, tandis que la cour suprême maintient que des personnes de petite taille ne pouvaient pas le voir. L'encadrement est à environ 1,83 m du sol mais il existe une photographie prise immédiatement après la seconde fouille et qui montre un petit tabouret devant.
Un policier à la retraite certifie qu'il est impossible que les policiers aient pu négliger ce stylo rose vif sur un encadrement de porte relativement bas, et qu'il est encore plus impensable qu'une telle négligence puisse arriver deux fois. Les policiers appelés pour fouiller le domicile d'Ishikawa étaient parfaitement formés. Au moment de l'arrestation d'Ishikawa, l'affaire du meurtre est déjà devenue un scandale, et la police fait tout ce qu'elle peut pour trouver le coupable, sans ménager les coûts. En outre, le cadre de porte est mentionné dans tous les manuels d'instruction de la police comme un emplacement de routine à vérifier.
La décision du procureur repose essentiellement sur les aveux qu'Ishikawa a délivrés pendant l'interrogatoire policier. Cependant, ceux-ci sont remplis d'incohérences et ne rapportent pas les caractéristiques de la scène de crime. Ces non-sens, en plus de lever le doute sur la réelle culpabilité d'Ishikawa, posent également la question sur les « moyens » mis en œuvre par le système judiciaire japonais.
Il n'y a pas de témoins qui certifient avoir vu Ishikawa et la fille ensemble. Ce qui est étrange étant donné que les aveux précisent qu'Ishikawa et la victime ont marché ensemble sur plusieurs centaines de mètres au milieu de la journée. Le chemin qu'ils sont censés avoir pris passe entre deux champs, et le jour de l'incident coïncide avec le festival annuel de la ville, qui se tenait tout près. Plus de dix personnes travaillaient dans les champs ce jour-là, et le festival a attiré plus de 800 personnes, dont certaines auraient marché sur ce chemin pour aller à la fête. Les personnes travaillant dans les champs ont été interrogées, mais aucune d'entre elles ne se souvient avoir vu Ishikawa et la fille ensemble. Personne d'autre de la ville n'affirma également ceci. Sans oublier l'invraisemblance d'une jeune fille de 16 ans suivant un homme plus âgé qu'elle ne connait pas jusqu'à une forêt.
Les aveux précisent qu'Ishikawa a tué la jeune fille parce qu'elle a commencé à crier. Pour la faire taire, il l'a étranglée, et avant qu'il ne s'en aperçoive, elle était morte. Cependant, à ce moment précis (un peu après 16 heures), un homme travaillait dans son champ à environ 20 mètres de l'endroit où l'assassinat est censé s'être déroulé. Il a été interrogé par la police à plusieurs reprises et a déclaré que, alors qu'il pouvait vaguement entendre les sons de la fête située à plus de 500 mètres, il n'entendit pas crier pendant qu'il travaillait. Dans une de ses dernières déclarations à la police, il a affirmé qu'il avait entendu quelqu'un appeler peu avant 15h30, mais dans la direction opposée de la forêt. Cette déclaration a été utilisée lors du premier procès comme preuve que quelqu'un avait entendu l'assassinat. Le contenu intégral des déclarations de l'homme à la police et son emplacement au moment du crime n'ont pas été présentés à la défense avant 1981, 28 ans après le procès d'Ishikawa.
Les aveux de Ishikawa disent que la jeune fille a été sévèrement coupée à la tête au cours de la lutte. Toutefois, les analyses du sol de la zone n'ont révélé aucune trace de sang. Ishikawa a également avoué qu'il avait tué la fille avec sa main droite, l'étranglant par inadvertance pour l'empêcher de crier. Le rapport du médecin légiste indique que la force nécessaire pour faire cela aurait laissé des ecchymoses sur son cou et aucune marque de la sorte n'a été trouvée. Au lieu de cela, il y avait les traces d'un tissu qui aurait été étroitement enroulé autour de son cou.
Les aveux indiquent également qu'Ishikawa a porté le corps de 54 kg de la forêt jusqu'à son domicile où il a attaché une corde autour de ses chevilles et l'a jeté dans un trou la tête la première. Dans les aveux est explicitement stipulé qu'Ishikawa a porté le corps face de lui sur toute la distance, sans le mettre sur ses épaules. La défense a mené plusieurs expériences avec de forts jeunes hommes tentant de porter un corps pesant 54 kg sur le même chemin. Aucun de ces hommes n'a été en mesure de porter ce poids sur la totalité de la distance. Un médecin légiste a également témoigné que si un cadavre frais était jeté dans un trou par une corde nouée autour de la cheville, il y aurait des marques autour des chevilles et aucune de ces marques n'a été trouvée.
Il y avait différentes empreintes digitales trouvées à la fois sur le lieu de l'assassinat supposé et l'endroit où le corps a été retrouvé, mais aucune ne correspond à celles d'Ishikawa.
Ces divergences et incohérences ont été présentées à la Haute Cour par la défense pour demander un troisième procès en appel.

## Source de la traduction
- (en) Cet article est partiellement ou en totalité issu de l’article de Wikipédia en anglais intitulé « Sayama Incident » (voir la liste des auteurs).